# Йод дьо Сент-Аман
Йод (Одон, Одо) дьо Сент-Аман (на френски: Eudes de Saint-Amand) е роден в благородническо семейство в Лимузен, Франция. Интересното е, че постъпва в Ордена на тамплиерите през 1171 г. и още същата година е избран за Велик магистър. По времето, когато е Велик магистър, води няколко похода срещу Саладин, като постига най-големия си успех с участието си в победната битка при Монжизар през 1177 година. Под негово ръководство е изградена ключовата гранична крепост Шатле на Виа Марис, отбранявала няколко пъти Йерусалимското кралство при атаки от север. Йод попада в плен на Саладин след битката при Марж Айюн и умира в тъмница, отказвайки да бъде откупен. 